# Ford Grand C-Max
Ford Grand C-Max — габаритніша версія традиційного Ford C-Max, що почала вироблятися з 2010 року як сімейні семимісні мінівени. У 2015 році відбувся редизайн моделі. Основні конкуренти — Renault Grand Scenic і Citroen Grand C4 Picasso.  

## Опис
Grand C-Max має бензинові EcoBost і дизельні TDCi двигуни. Неважливо на тривалість подорожі, двигуни підтримають необхідним рівнем продуктивності та низьким споживанням палива. Бензинові: на 150 та 182 к. с. 1,6-літровому 4-циліндровому двигуну на 150 к. с. знадобиться 9,9 сек. для розгону до сотні, працює в парі з 6 МКПП. Витрачає мінівен з ним 6,8 л/100 км. 1.6-літровий 4-циліндровий двигун на 182 к. с. розженеться за 9,0 сек., витрачаючи 7,0  л/100 км. Дизельний перелік починається з 1,6-літрового 4-циліндрового TDCi на 114 к. с., працює в парі з 6 МКПП. До сотні він розжене Grand C-MAX за 12,3 сек. Витрата палива перебуває на рівні 4,9 л/100 км. 2.0-літровий 4-циліндровий дизельний двигун представлений у версіях на 140 та 163 к.с. Першій для розгону знадобиться 10,5 с. Витрачає автомобіль з нею 5,8 л/100 км. Версії на 163 конячки для розгону до сотні знадобиться 9,8 сек. Витрата палива становить 5,8 л/100км. 

## Безпека
У 2010 році Ford Grand C-Max тестувався за Euro NCAP і отримав 5 зірок рейтингу:
| Водій | Дитина- пасажир | Пішохід | Засоби безпеки |
| ----- | --------------- | ------- | -------------- |
| 96 %  | 81 %            | 50 %    | 71 %           |

## Огляд моделі

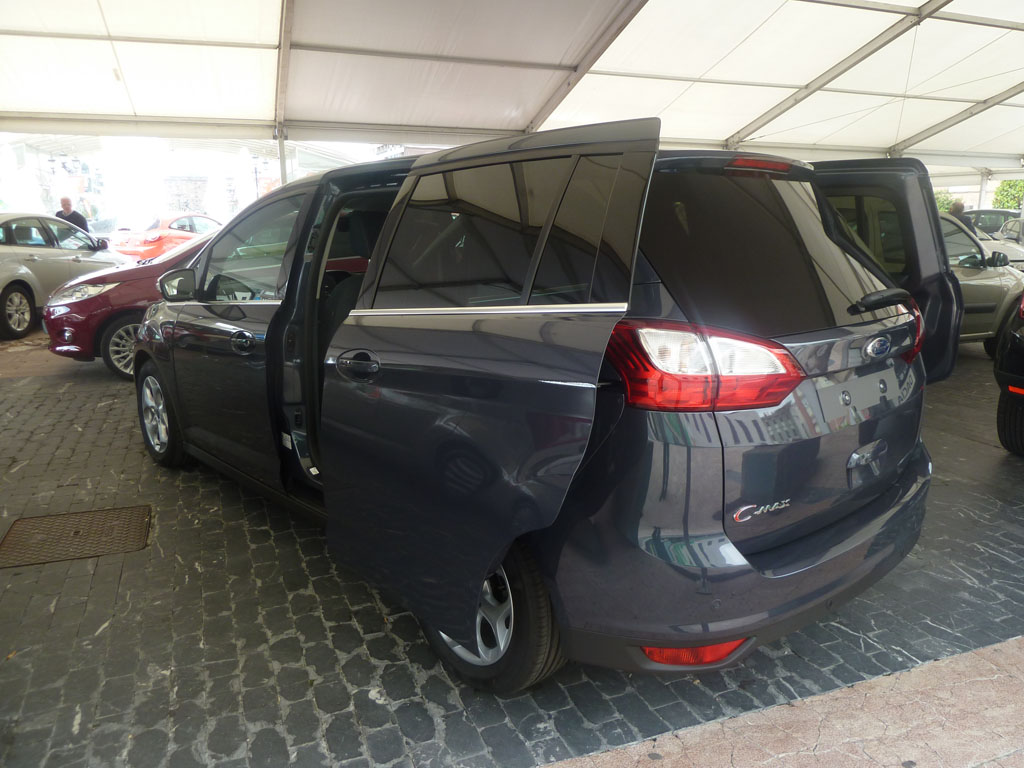
Ford Grand C-Max
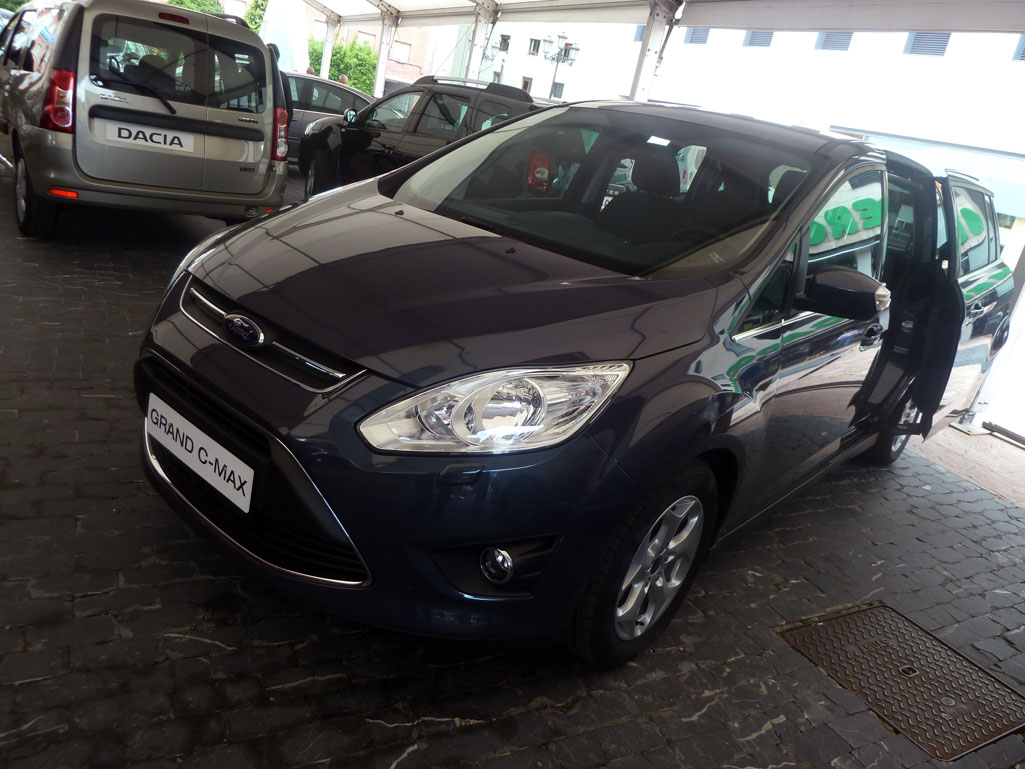
Ford Grand C-Max
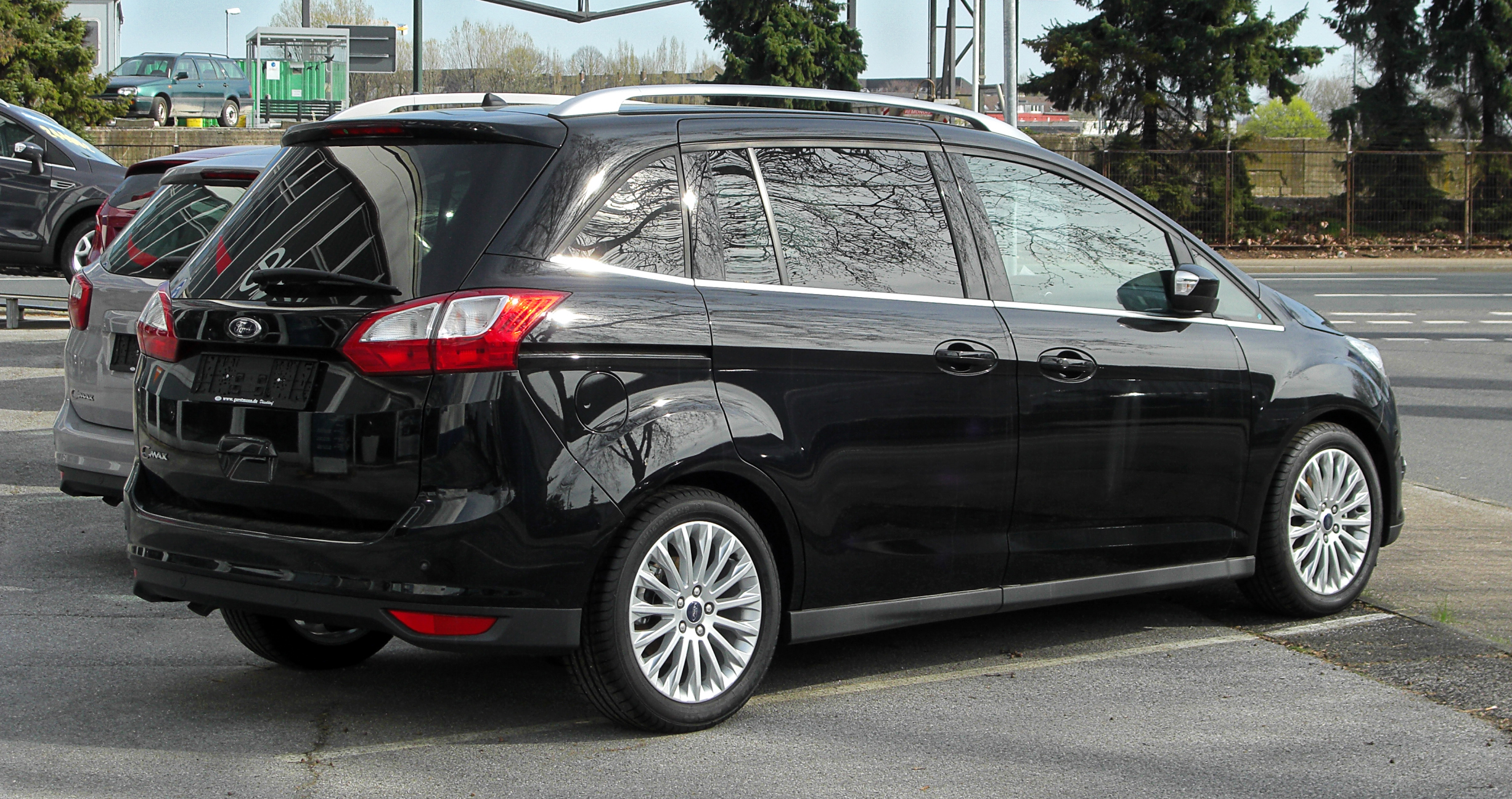
Ford Grand C-Max 1.6 TDCi Titanium (II)